# Psilacrum macalpinei
Psilacrum macalpinei är en tvåvingeart som beskrevs av Ismay 1986. Psilacrum macalpinei ingår i släktet Psilacrum och familjen fritflugor. Inga underarter finns listade i Catalogue of Life.